# Saint-Patrice-de-Sherrington
Saint-Patrice-de-Sherrington är en kommun i provinsen Québec i Kanada. Den ligger i regionen Montérégie, i den sydöstra delen av landet, 170 km öster om huvudstaden Ottawa.